# BC카드배 월드 바둑 챔피언십
BC카드배 월드 바둑 챔피언십(BC Card Cup World Baduk Championship), 약칭 BC카드배는 한국기원이 주최하는 국제 기전이다. BC카드사의 협찬을 받는다. 2012년 제4회 결승을 마지막으로 잠정 중단되었다.

## 대회 형식
프로와 아마추어 기사가 모두 참여하는 통합예선을 통과한 52명과, 본선 시드 8명(대한민국 3명, 일본 2명, 중국 2명, 대만 1명), 전기 대회 시드 2명, 주최측 지명 와일드 카드 2명 등 64명이 본선에 오른다. 본선은 단판 토너먼트로 진행되며, 결승전은 5판 3선승제이다. 제한 시간 2시간, 초읽기 1분 3회가 주어지며, 덤은 6집 반이다.
총상금은 8억 2800만원이며, 우승자는 3억원, 준우승자는 1억원을 받는다.

## 역대 우승자
| 회 | 연도 | 우승        | 결과 | 준우승        |
| -- | ---- | ----------- | ---- | ------------- |
| 1  | 2009 | 구리 九단   | 3-1  | 조한승 九단   |
| 2  | 2010 | 이세돌 九단 | 3-0  | 창하오 九단   |
| 3  | 2011 | 이세돌 九단 | 3-2  | 구리 九단     |
| 4  | 2012 | 백홍석 九단 | 3-1  | 당이페이 四단 |